# Boris T. Achtarov
Boris T. Achtarov (eller Achtaroff), född 1885 i Trăn i Furstendömet Bulgarien, död 1959 i Sofia i Folkrepubliken Bulgarien, var en bulgarisk botaniker.
Auktorsnamnet Acht. kan användas för Boris T. Achtarov i samband med ett vetenskapligt namn inom botaniken; se Wikipediaartiklar som länkar till auktorsnamnet.